# 亨利·傑克遜

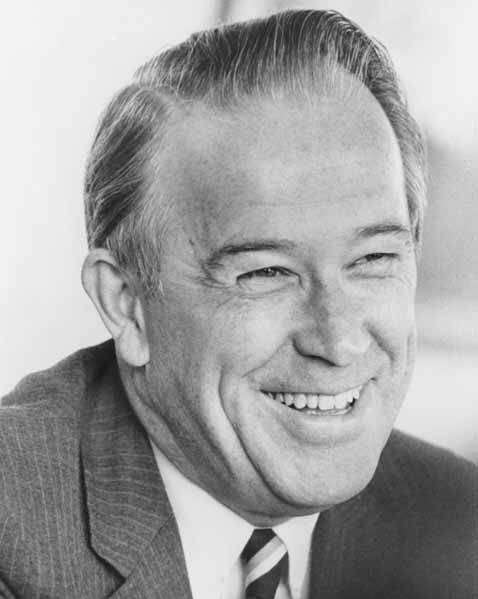
亨利·傑克遜

亨利·馬丁·傑克遜（英語：Henry Martin "Scoop" Jackson；1912年5月31日—1983年9月1日）是美國政治家。曾擔任華盛頓州議員和美國參議員（1953-1983）。 傑克遜是冷戰時期的自由主義者和反共民主黨人，支持增加軍費開支和對蘇聯採取強硬路線，同時還支持社會福利計劃，民權和工會。傑克遜從1963年至1981年擔任參議院能源和自然資源委員會主席。他曾兩次在1972年和1976年兩次獲得民主黨總統候選人提名。傑克遜在參議院任職，直到1983年心臟病發去世。
他的政治立場的特點是支持公民權利，人權和維護環境，同時堅決反對極權主義，特別是共產主義。亨利·傑克遜的政治哲學和立場曾對許多與新保守主義有關的關鍵人物產生影響，如保罗·沃尔福威茨。1987年，國防部向傑克遜基金會一次性撥款1000萬美元。迄今為止，該基金會已向教育和非營利機構提供了超過2600萬美元的贈款。
因1983年8月31日大韓航空007號班機遭蘇聯攔截機以入侵領空為由擊落，傑克遜當日公開抨擊蘇聯後，於西雅圖寓所因主動脈瘤突發急病身亡。

## 早年
傑克遜出生於華盛頓州埃弗里特，是挪威移民。就讀於華盛頓大學法學院 (西雅圖)。

## 早期政治生活
1961年，傑克遜被參議院稱為“最合格的單身漢”，與28歲的參議院接待員海倫·哈丁結婚，但傑克遜並未搬出童年時期的房子，之後幾年與未婚姐妹住在一起。傑克遜一家有兩個孩子，安娜·瑪麗·勞倫斯和彼得·傑克遜。1946年，他在西雅圖當選為同一次會議的主席。1945年到1947年，傑克遜擔任印度事務委員會主席。
二戰時，傑克遜加入美軍，但在富蘭克林·羅斯福命令所有國會代表返回本土時離開了軍隊。1945年勝利後的幾天，他參觀了布痕瓦爾德集中營。1945年，他與美國代表團一起參加了在丹麥哥本哈根舉行的國際海事會議。 

## 國會
1952年的大選中，傑克遜放棄了他在眾議院的席位，競選華盛頓的參議院席位之一。傑克遜擊敗了共和黨參議員哈里·該隱，並擔任參議員三十多年。他是華盛頓州第一位在該州出生的美國參議員。傑克遜在1982年第五次當選連任後於1983年去世。
儘管傑克遜反對喬·麥卡錫的過分行為，約瑟夫·麥卡錫曾前往華盛頓州與他作戰。但他也批評艾森豪威爾的國防開支不足。傑克遜要求在國家軍械庫中使用更多洲際彈道導彈，而他對核武器的支持在1958年引起左派的主要挑戰，當時他輕易擊敗了西雅圖和平主義者愛麗絲·布萊恩特，然後以67％的選票獲勝。
在1960年民主黨總統初選中，傑克遜是參議員約翰·肯尼迪競選搭檔的首選，儘管肯尼迪堅信選擇來自不同區域的南方人會是更好的選戰策略。林登·詹森後來被選中。傑克遜擁有民權運動期間最強的民權記錄之一。他支持1957年和1964年的《民權法案》。1965年7月22日，總統林登·約翰遜將《水資源規劃法》簽署為法律，並指出傑克遜是國會議員之一，“對美國的未來做出了非常寶貴而又有遠見的貢獻。1968年4月，傑克遜在對小馬丁·路德·金遇刺後發表講話，談到了其精神遺產和不公正現象。
1970年代，傑克遜常因蘇聯境内的猶太人人權情況向蘇聯施壓，影響了美國與蘇聯的談判。當勃日列涅夫最終失去耐心，允許一批猶太人出國後，又引起了蘇聯强硬派的不滿。1975年3月，傑克遜發表聲明，表示認為，在禁毒署內部發現富蘭克林·佩羅夫案極為重要。儘管他的資歷比其他幾個同事都要多，但他還是擔任該州的初級參議員28年。